# Juicy Couture
Juicy Couture est une marque de prêt-à-porter créée en Californie en 1997 par Pamela Skaist-Levy et Gela Nash-Taylor. La marque se veut « l'incarnation de la femme active et branchée ».

## Historique
La marque est fondée en 1997 par Pamela Skaist-Levy et Gela Nash-Taylor.
Au départ, la marque démarre par une collection de T-shirts, puis l’entreprise connait une croissance importante grâce à son jogging en velours, reconnaissable par ses couleurs vives telles que le rose ou turquoise.
Des stars comme Madonna, Britney Spears ou encore Paris Hilton portent des joggings de la marque, et deviennent les égéries officieuses de celle-ci,.
La distribution en Asie démarre en 2006. En 2014, alors que les ventes stagnent aux États-Unis, Juicy Couture renforce son développement sur la zone Asie. En 2013, la marque est acquise par Authentic Brands Group pour $195 millions.
Les fondatrices Skaist-Levy et Gela Nash-Taylor publient un livre sur l'histoire de leur marque, The Glitter Plan, que l'actrice Mila Kunis annonce adapter au cinéma en 2016.
En 2017, Jamie Mizrahi succède à Roi Elfassy à la direction artistique de la marque.